# Acridinae
Os Acridinae são uma subfamília de gafanhotos da família Acrididae. 
Esses gêneros pertencem à subfamília Melanoplinae:
- Acrida Linnaeus, 1758
- Caledia Bolívar, 1914
- Calephorops Sjöstedt, 1920
- Cryptobothrus Rehn, 1907

.../...
Fontes de dados: i = ITIS, c = Catalogue of Life, g = GBIF, s = Orthoptera Species File